# Ievgueni Michakov
Temple de la renommée russe : 2014
Ievgueni Dimitrievitch Michakov - en russe : Евгений Дмитриевич Мишаков, et en anglais : Yevgeni Mishakov (né le 22 février 1941 à Moscou en URSS - mort le 30 mai 2007 à Moscou) est un joueur professionnel russe de hockey sur glace.

## Carrière de joueur
Il commence sa carrière professionnelle en championnat d'URSS avec le CSKA Moscou. Il met un terme à sa carrière en 1975. Il termine avec un bilan de 400 matchs et 183 buts en élite.

## Carrière internationale
Il a représenté l'URSS à 91 reprises (48 buts) pendant huit saisons de 1965 à 1972. Il a remporté l'or aux Jeux olympiques de 1968 et 1972. Il a participé à cinq éditions des championnats du monde pour quatre médailles d'or et une d'argent.

## Statistiques
Pour les significations des abréviations, voir Statistiques du hockey sur glace.

### En équipe nationale
| Année | Équipe | Compétition |   | PJ | B | A | Pts | Pun               |  | Résultats |
| 1968  | URSS   | CM & JO     | 7 | 4  | 1 | 5 | 2   | Médaille d'or     |  |           |
| 1969  | URSS   | CM          | 9 | 4  | 3 | 7 | 4   | Médaille d'or     |  |           |
| 1970  | URSS   | CM          | 7 | 6  | 2 | 8 | 4   | Médaille d'or     |  |           |
| 1971  | URSS   | CM          | 6 | 6  | 1 | 7 | 2   | Médaille d'or     |  |           |
| 1972  | URSS   | CM          | 2 | 1  | 1 | 2 | 0   | Médaille d'argent |  |           |
| 1972  | URSS   | JO          |   |    |   |   |     | Médaille d'or     |  |           |